# 阿西尼 (谢尔省)
阿西尼（法語：Assigny，法語發音：[asiɲi]）是法国谢尔省的一个市镇，属于布尔日区。

## 地理
阿西尼（47°25'40"N, 2°45'18"E）面积17.05 平方千米，位于法国中央-卢瓦尔河谷大区谢尔省，该省份为法国中部省份，北起卢瓦雷省，西接卢瓦-谢尔省和安德尔省，南至克勒兹省，东南接阿列省，东临涅夫勒省。
与阿西尼接壤的市镇（或旧市镇、城区）包括：桑塞尔地区萨维尼、叙布利尼、叙里埃斯布瓦。

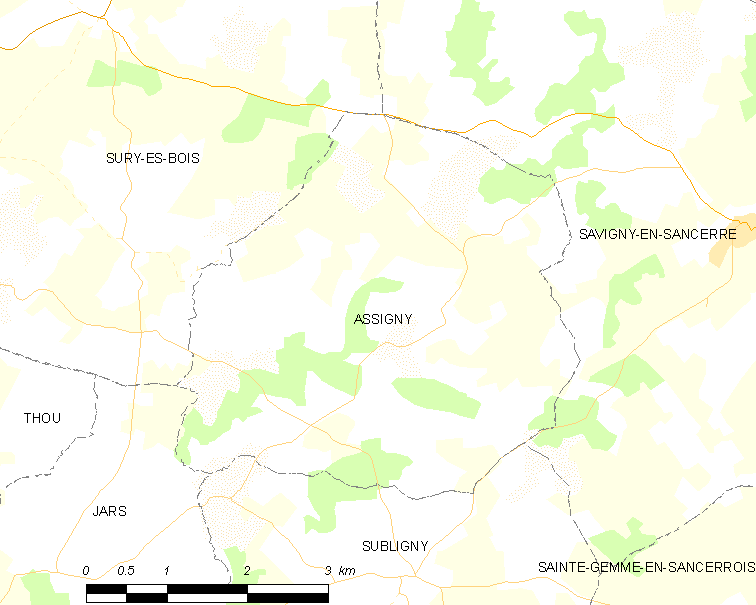
的OSM定位图

阿西尼的时区为UTC+01:00、UTC+02:00（夏令时）。

## 行政
阿西尼的邮政编码为18260，INSEE市镇编码为18014。

## 政治
阿西尼所属的省级选区为桑塞尔县。

## 人口

1962-2008年间人口变化图示

阿西尼于2022年1月1日时的人口数量为152人。